# Spencer Stone
Spencer Stone (Sacramento (California), 13 agosto 1992) è un ex militare statunitense, sergente dell'United States Air Force.
Il 21 agosto 2015, con Alek Skarlatos e Anthony Sadler, Stone ha neutralizzato un terrorista durante l'attacco al treno numero 9364 del Thalys.

## Attacco al Thalys nel 2015
Alek Skarlatos, Spencer Stone e Anthony Sadler Jr. sono amici fin dall'infanzia. Il 21 agosto 2015, mentre sono in vacanza, viaggiano sul treno Thalys 9364 da Amsterdam a Parigi via Bruxelles. Nella loro stessa carrozza, la numero 12, si trova Ayoub El Khazzani, un ragazzo di 26 anni originario del Marocco, che si arma con un fucile AKM, una pistola e una bottiglia di benzina con l'intenzione di compiere un attentato sul convoglio. Un passeggero americano, Mark Moogalian, tenta di intervenire, ma l'assalitore gli spara colpendolo e facendogli perdere i sensi. Stone si lancia sul terrorista e, in un combattimento ravvicinato contro di lui, riceve ferite da taglio alla nuca, all'osso della fronte e alla mano (quasi perdendo il pollice). Skarlatos afferra l'arma dell'aggressore e lo colpisce con il calcio del fucile fino a quando El Khazzani diventa incosciente.
Saddler, Skarlatos e Stone hanno scritto un'opera autobiografica: 15:17 per Parigi, pubblicata nell'agosto 2016, per raccontare gli eventi relativi a questo attacco. Clint Eastwood ha diretto il film Ore 15:17 - Attacco al treno, che racconta la vicenda, in cui ognuno dei tre uomini ha recitato il proprio ruolo. Il film è uscito negli Stati Uniti il 9 febbraio 2018 e in Italia l'8 febbraio.

### Premi
In seguito al loro atto d'eroismo, Sadler, Skarlatos e Stone sono balzati all'attenzione pubblica. Il presidente francese François Hollande ha assegnato loro l'onorificenza di Cavaliere della Legione d'Onore. I tre uomini hanno ricevuto congratulazioni anche da Bernard Cazeneuve e David Cameron.
Nel corso di una cerimonia al Pentagono, Stone è stato insignito della Airman's Medal e della Purple Heart. Gli sono state conferite anche la Secretary of Defense Medal for Valor del Secretary of Defense Medal for Valor e la Decorazione civica per atto di coraggio.

### Naturalizzazione
Con Alek Skarlatos e Anthony Sadler, ha presentato nell'aprile 2018 una richiesta di naturalizzazione per ottenere la nazionalità francese, che gli è stata attribuita il 20 settembre 2018 (data di pubblicazione nella Gazzetta ufficiale della Repubblica francese), retroattiva alla data della loro richiesta. Hanno ricevuto i loro certificati di naturalizzazione durante una cerimonia organizzata il 31 gennaio 2019 a Sacramento, in California, con il consolato generale francese di San Francisco.

## Filmografia
- 2018: Ore 15:17 - Attacco al treno (The 15:17 to Paris), regia di Clint Eastwood

## Doppiatori italiani
- Gabriele Vender in Ore 15:17 - Attacco al treno